# Mathukumalli V. Subbarao
Mathukumalli (Matukumalli) Venkata Subbarao (4 de mayo de 1921 - 15 de febrero de 2006) fue un matemático indocanadiense, especializado en teoría de números. Fue residente durante mucho tiempo de Edmonton, Canadá.

## Semblanza
Subbarao nació en el pequeño pueblo de Yazali, Guntur, (Andhra Pradesh, India). Obtuvo su maestría en el Presidency College de Madrás en 1941, y posteriormente completó un doctorado en análisis funcional, asesorado por Ramaswamy S. Vaidyanathaswamy. Trabajó en el Presidency College, en la Universidad Sri Venkateswara y una vez en los Estados Unidos en la Universidad de Misuri, desde donde se mudó en 1963 a la Universidad de Alberta en Canadá, donde pasó el resto de su carrera profesional.
En la década de 1960, Subbarao comenzó a estudiar las propiedades de congruencia de la función partición, p(n), que se convirtió en uno de sus problemas favoritos. Por ejemplo, conjeturó que si A y B son enteros con 0 ≤ B < A, hay infinitos n para los que p(An+B) es par e infinitos n para los que p(An+B) es impar. Ken Ono demostró que el caso par siempre es verdadero y que si hay un número n tal que p(An+B) es impar, entonces hay infinitos de tales números n. El extraño caso finalmente lo resolvió Silviu Radu. Una variante más general de la conjetura fue formulada por Morris Newman, quien predijo que para cualquier r y m dados, hay infinitos n tales que p(n)= r(mod m). Al final de su vida, Subbarao fue coautor de un libro sobre la teoría de la partición con A.K. Agarwal y Padmavathamma. La partición es omnipresente en matemáticas, con conexiones a la teoría de representación de grupos simétricos y del grupo lineal general, a las formas modulares y a la física. Por lo tanto, las conjeturas de Subbarao, aunque aparentemente simples, generaron una actividad de investigación fundamental en los años siguientes. También investigó clases especiales de divisibilidad y los análogos correspondientes de la función divisor y de los números perfectos, como los que surgen de los divisores exponenciales ("e-divisores") que definió. Muchos otros matemáticos han publicado artículos basados en su trabajo en estos temas.
Colaborador prolífico, Subbarao publicó artículos conjuntos con más de 40 otros autores (incluido Paul Erdős, lo que le da el número de Erdős 1). Continuó produciendo artículos de matemáticas en los últimos años de su vida. Murió en Edmonton a la edad de 84 años.
Subbarao fue el padre del profesor Mathukumalli Vidyasagar.

## Publicaciones seleccionadas
- Straus, E. G.; Subbarao, M. V. (1974). «On exponential divisors».  Duke Mathematical Journal 41 (2): 465-471. doi:10.1215/S0012-7094-74-04152-0.